# Musca chalybaea
Musca chalybaea är en tvåvingeart som först beskrevs av Johann Ludwig Christian Gravenhorst 1807.  Musca chalybaea ingår i släktet Musca och familjen spyflugor.
Artens utbredningsområde är Tyskland. Inga underarter finns listade i Catalogue of Life.